# Poronienie rozpoczynające się
Poronienie rozpoczynające się (łac. abortus incipiens) – rozpoczęte poronienie, którego nie można już zatrzymać. Związane jest ze skurczami i obfitym krwawieniem, a ujście i kanał szyjki macicy są mniej lub bardziej rozwarte.

## Objawy kliniczne
- Dolny biegun jaja płodowego znajduje się w kanale szyjki macicy,
- Skrócenie szyjki macicy z rozwarciem ujścia wewnętrznego[1].

## Rozpoznanie
Materiał tkankowy uzyskany z poronienia można zbadać morfologicznie i histologicznie pod kątem aberracji chromosomalnych, ale z punktu widzenia genetyki rezygnuje się z badania materiału uzyskanego z poronienia. Po 3 poronieniu należy wykonać badania chromosomalne z krwi rodziców.

## Leczenie
1. Poronienie rozpoczynające się do 13./+d tygodnia ciąży – by zmiękczyć szyjkę macicy na 3 h przed zabiegiem należy założyć do tylnego sklepienia pochwy 1 mg gemeprostu. Alternatywnie podaje się doustnie 200µg misoprostolu na 10 h przed zabiegiem ponieważ wczesne poronienia muszą być leczone wyłyżeczkowaniem jamy macicy[1].
2. Poronienie rozpoczynające się między 14./+0 a 23./+6 tygodniem ciąży – instrumentalne działania podejmuje się, dopiero gdy zostanie wydalony płód, kiedy poronienie rozpoczynające się stało się poronieniem zupełnym lub niezupełnym. Im ciąża jest bardziej zaawansowana, tym trudniejsze i bardziej niebezpieczne jest usunięcie jaja płodowego[1].